# 2-metilnonano
El 2-metilnonano es un alcano de cadena ramificada con fórmula molecular C10H22.